# Shorttrack-Weltcup 2025/26
Der Shorttrack-Weltcup 2025/26 ist die von der Internationalen Eislaufunion (ISU) veranstaltete höchste Wettkampfserie im Shorttrack. Sie beginnt am 9. Oktober 2025 in Montreal und endet am 30. November 2025 in Dordrecht.
Nach Abschluss des Weltcups finden im Februar 2026 als Höhepunkt der Saison die Olympischen Winterspiele in Mailand statt. Zusätzlich gibt es im März 2026 Weltmeisterschaften in Montreal und im Januar 2026 Europameisterschaften in Dordrecht.
Wie in der Vorsaison firmiert der Weltcup unter dem Namen Short Track World Tour. Im Zuge dessen erhalten die Nationalteams zudem Namen und Logos nach dem Vorbild amerikanischer Sportmannschaften, bspw. USA Eagles, Dutch Lions oder German Wolves.

## Saisonkalender
| Datum                 | Ort       | Halle                    | Veranstaltung           |
| --------------------- | --------- | ------------------------ | ----------------------- |
| 9.–12. Oktober 2025   | Montreal  | Aréna Maurice-Richard    | Short Track World Tour  |
| 16.–19. Oktober 2025  | Montreal  | Aréna Maurice-Richard    | Short Track World Tour  |
| 20.–23. November 2025 | Danzig    | Hala Olivia              | Short Track World Tour  |
| 20.–23. November 2025 | Dordrecht | Sportboulevard Dordrecht | Short Track World Tour  |
| 16.–18. Januar 2025   | Dordrecht | Sportboulevard Dordrecht | Europameisterschaften   |
| 6.–22. Februar 2026   | Mailand   | Forum di Milano          | Olympische Winterspiele |
| 14.–16. März 2025     | Montreal  | Aréna Maurice-Richard    | Weltmeisterschaften     |

Im Rahmen einer viertägigen Weltcupveranstaltung – bei der die ersten beiden Tage allein für Qualifikationsläufe reserviert sind – finden jeweils drei Einzelrennen von Männern und Frauen (über 1500 Meter, 500 Meter und 1000 Meter) statt sowie zusätzlich eine 3000-Meter-Staffel der Frauen, eine 5000-Meter-Staffel der Männer und eine 2000-Meter-Mixedstaffel. In jeder der insgesamt neun Disziplinen wird eine eigene Weltcupwertung geführt.